# Ephesia mirifica
Ephesia mirifica là một loài bướm đêm trong họ Noctuidae.